# Red Seesaw
Red Seesaw (Balancí vermell) és una obra escultòrica de l'artista plàstic suec-brasiler Öyvind Fahlström, realitzada entre 1968 i 1969 i enquadrada en el gènere pop art europeu.
Es tracta d'una escultura en la que pretén condensar de manera punyent la posició que tenia els Estats Units, en l'època de la Guerra Freda, sobre assumptes com el conflicte entre el poder i la llibertat, les drogues, el capitalisme, el control dels mitjans de comunicació i les deteriorades relacions polítiques internacionals d'aquells anys. L'escultura està composta per una balança o palanca en posició d'equilibri, pintada de vermell. Sobre la balança, trobem una dotzena de figures. D'esquerra a dreta, són:

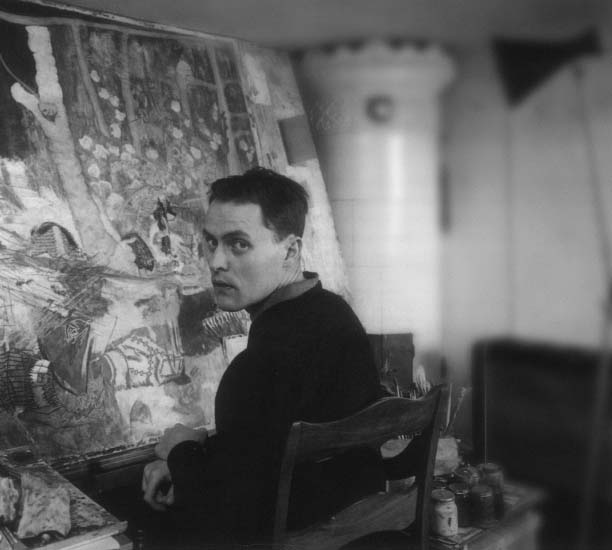
Öyvind Fahlström, 1961.

1. Una granota vermella, mirant cap a la dreta
2. Bandera amb el lema Suck Cats format per unes rates.
3. El papa Pius XII.
4. Un goril·la amb una ampolla a la mà.
5. El president Richard Nixon i el vicepresident Spiro Agnew vestits com una parella romàntica de Hollywood (Nixon de galà, Agnew de dona amb vestit).
6. Una ampul·la d'LSD, simulant un coet espacial, amb un gat a sobre.
7. Nixon agafant una pancarta que diu "Nena de 9 anys expulsada del col·legi per ser massa lletja".
8. L'Estàtua de la Llibertat amb una porra enlloc de la torxa.
9. Un jove embadalit mirant un cap de porc gegant.
10. Una parella nua, ell amb una gran rata i ella amb una baieta.
11. Un nen disfressat de policia de trànsit, amb una gran mà on hi diu STOP.
12. Una granota blava, mirant cap a l'esquerra.

La palanca remet a la infància, com la disposició de les figuretes recorda als estants de les habitacions dels infants. Alguns dels simbolismes més evidents són:
- Les dues granotes simbolitzen idees antagòniques, com ara el capitalisme estat-unidenc i el socialisme soviètic.
- Les rates (figures 2 i 10) simbolitzen també el capitalisme.
- La figura 6 és una paròdia del vol espacial de la gossa Laika.
- Les figures 7 i 9 critiquen la qualitat dels mass media.
- Les figures 8 i 11 són una crítica a la repressió policial.
- L'equilibri de la balança reflecteix l'estabilitat del sistema, on tot té el seu lloc.

La diversitat de les figures i el seu estil disruptiu encaixen dins del moviment Fluxus al que pertanyia l'autor.
L'obra pertany a la col·lecció de l'Institut Valencià d'Art Modern (IVAM). L'any 2019, el llavors director de l'entitat José Miguel García Cortés, va triar-la com una de les seves 50 obres més representatives de la segona meitat del segle xx.